# Similosodus samaranus
Similosodus samaranus är en skalbaggsart som först beskrevs av Heller 1926.  Similosodus samaranus ingår i släktet Similosodus och familjen långhorningar.
Artens utbredningsområde är Filippinerna. Inga underarter finns listade i Catalogue of Life.